# منكسفة نهرية
منكسفة نهرية (الاسم العلمي:Eclipta megapotamica) هي نوع من النباتات تتبع جنس المنكسفة من الفصيلة النجمية.